# تاج‌خروس
تاج‌خروس (نام علمی: Amaranthus retroflexus) نام یک گونه از سرده تاج خروس است.